# Джилет
Джилет, Хілет (валенс. Gilet, ісп. Gilet) — муніципалітет в Іспанії, у складі автономної спільноти Валенсія, у провінції Валенсія. Населення — 3103 особи (2010).

## Географія
Муніципалітет розташований на відстані близько 300 км на схід від Мадрида, 23 км на північ від Валенсії.
На території муніципалітету розташовані такі населені пункти: (дані про населення за 2010 рік)
- Джилет: 2224 особи
- Санкті-Спіріту: 701 особа
- Ла-Пенья: 178 осіб

## Демографія
Динаміка населення (INE ):

## Галерея зображень

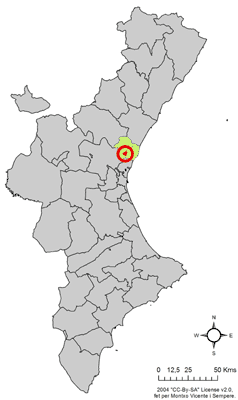
Розташування муніципалітету Джилет у автономній спільноті Валенсія
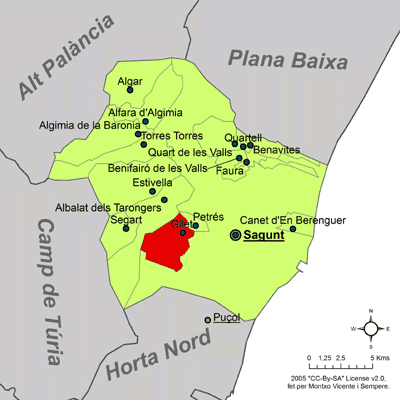
Розташування муніципалітету Джилет у комарці Кампо-де-Морведре
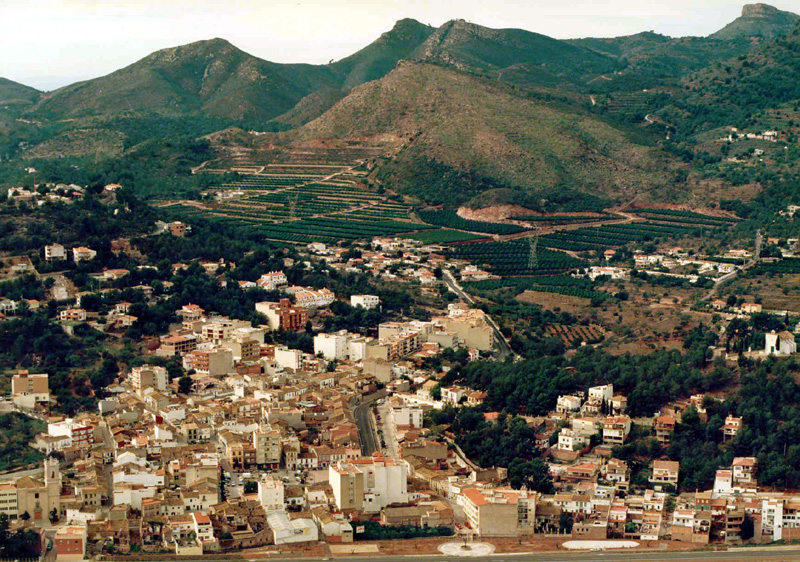
Джилет
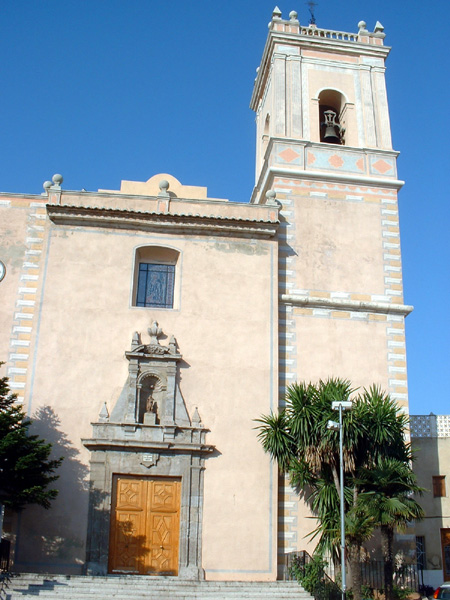
Церква Сан-Антоніо-Абад
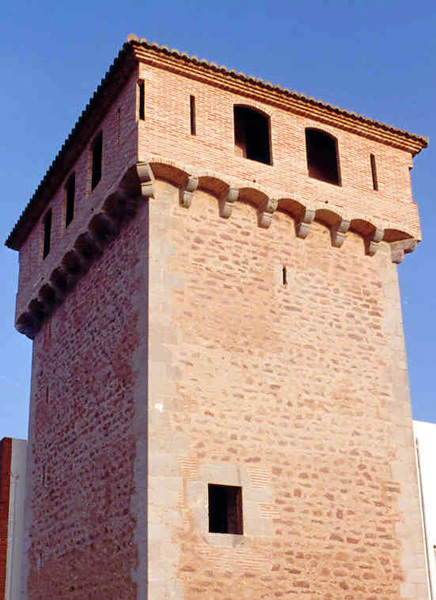
Середньовічна вежа